# Eupelmus burmeisteri
Eupelmus burmeisteri är en stekelart som beskrevs av Girault 1915. Eupelmus burmeisteri ingår i släktet Eupelmus och familjen hoppglanssteklar. Inga underarter finns listade i Catalogue of Life.